# 세인트메리구 (자메이카)

세인트메리구의 위치

세인트메리구(영어: Saint Mary Parish)는 자메이카 북동부에 위치한 구로 행정 중심지는 포트마리아이며 면적은 610km2, 인구는 114,227명(2015년 기준)이다. 미들섹스주에 속하며 동쪽으로는 포틀랜드구, 서쪽으로는 세인트앤구, 남쪽으로는 세인트캐서린구, 세인트앤드루구와 접한다.